# Le Nid de la tourterelle
Pour plus de détails, voir Fiche technique et Distribution.
Le Nid de la tourterelle (ukrainien : Гніздо горлиці, Gnizdo gorlytsi) est un film dramatique ukrainien sorti en 2016. Il est réalisé par Taras Tkatchenko. Il a fait partie des trois films présélectionnés de la soumission ukrainienne pour l'Oscar du meilleur film en langue étrangère, mais il n'a pas été sélectionné.

## Synopsis
Daryna, une ukrainienne travaillant en Italie comme femme de ménage pour un avocat aisé et sa mère, envoie de l'argent chez elle en Ukraine pour que sa famille puisse profiter d'une meilleure vie. Après une absence de deux années, elle retourne dans son village des Carpates ukrainiennes pour retrouver son mari et sa fille. Elle constate que sa famille a changé et elle cache le fait qu'elle est enceinte de son employeur.

## Distribution
- Rymma Zioubina : Daryna
- Vitaliy Linetskiy : Dmytro
- Mauro Cipriani : Alessandro
- Lina Bernardi : Vittoria
- Nikolay Boklan : Yurko (aussi Mykola Boklan)
- Natalya Vasko : Galyna
- Silvia Rubino : Maria
- Daryna Sahaidak : Sofia
- Oleg Korkushko : Andriy
- Kanyuka Maksym : Myhas
- Kurylyuk Nadiya : la petite amie d'Andriy
- Gunda Nataliya: le docteur
- Aleksandra Sizonenko : Myroslava (comme Oleksandra Syzonenko)

## Récompenses
| Festival                                              | Date de la cérémonie | Categorie                                              | Bénéficiaire | Résultat   |
| ----------------------------------------------------- | -------------------- | ------------------------------------------------------ | --- | ---------- |
| Festival international du film d'Odessa               | 23 Juillet 2016      | Grand Duc d'or (uk)                                    | Taras Tkatchenko | Nommé      |
| Festival international du film d'Odessa               | 23 Juillet 2016      | Duc d'or du meilleur film ukrainien                    | Taras Tkatchenko | Récompensé |
| Festival international du film de Mannheim-Heidelberg | 10-20 Novembre 2016  | Prix du Jury œcuménique                                | Taras Tkatchenko | Récompensé |
| Festival international du film de Mannheim-Heidelberg | 10-20 Novembre 2016  | Prix Mannheim-Heidelberg spécial du nouveau venu       | Taras Tkatchenko | Nommé      |
| Dzyga d'or 2017 (Académie du cinéma ukrainien)        | 20 avril 2017        | Dzyga d'or "Meilleur film"                             | Taras Tkatchenko (réalisateur); Volodymyr Filippov (producteur); Andriy Suyarko (producteur); Alla Ovsyannikova (producteur) | Récompensé |
| Dzyga d'or 2017 (Académie du cinéma ukrainien)        | 20 avril 2017        | Dzyga d'or "Meilleur réalisateur (Prix Yuri Illienko)" | Taras Tkatchenko | Récompensé |
| Dzyga d'or 2017 (Académie du cinéma ukrainien)        | 20 avril 2017        | Dzyga d'or "Meilleur acteur"                           | Vitaliy Linetskiy (posthume)                                                                                                 | Récompensé |
| Dzyga d'or 2017 (Académie du cinéma ukrainien)        | 20 avril 2017        | Dzyga d'or "Meilleure actrice"                         | Rimma Zyubina | Récompensé |
| Dzyga d'or 2017 (Académie du cinéma ukrainien)        | 20 avril 2017        | Dzyga d'or "Meilleur acteur de second rôle"            | Nikolay Boklan | Récompensé |
| Dzyga d'or 2017 (Académie du cinéma ukrainien)        | 20 avril 2017        | Dzyga d'or "Meilleure actrice de second rôle"          | Natalya Vasko | Récompensé |
| Dzyga d'or 2017 (Académie du cinéma ukrainien)        | 20 avril 2017        | Dzyga d'or "Design"                                    | Igor Filippov | Nommé      |
| Dzyga d'or 2017 (Académie du cinéma ukrainien)        | 20 avril 2017        | Dzyga d'or "scenario"                                  | Taras Tkatchenko | Nommé      |